# Comarque
Pour l’article ayant un titre homophone, voir commarque.
La comarque est une division territoriale, culturelle, économique ou administrative, notamment utilisée en Espagne.

## Désignation et toponymie
Le mot « comarca », utilisé en castillan, en catalan, en aragonais et en portugais, est souvent traduit en français par « région, contrée, pays, voire comté »
Le mot « comarca » en espagnol provient de « co » et de « marca », province, qui signifie en français « marche », donc une province frontalière. D'où « comarque », voire « comarche », pour rendre « comarca » en français.

## Espagne
En Espagne, la comarque (comarca) est un regroupement de communes qui peuvent avoir un rôle administratif, comme en Catalogne, en Galice, en Aragon et en Castille-et-León avec la comarque du Bierzo.
Les comarcas d'Aragon ont été comparées aux pays (au sens aménagement du territoire) aquitains. Dans les deux cas, « pays » en Aquitaine (France) et comarcas en Aragon (Espagne), il s'agit d'espaces de coopération intercommunale, bien délimités, avec une cohésion souvent fonctionnelle.

### Échelon économique ou culturel
La comarque a une taille intermédiaire entre un canton et un arrondissement français (sous-préfecture). C'est une division géographique, historique, culturelle, ethnographique, économique, etc., dans un territoire défini, autour d'une ville-centre commerciale qui exerce le rôle de chef-lieu.
Les comarques sont issues des anciens comtés ou vicomtés médiévaux (viguerie), nés à l'époque carolingienne. Dans la majorité des régions autonomes espagnoles, la comarque n'a pas de statut juridique, à l'exception de la Catalogne qui en a fait un échelon administratif intercommunal en 1987, suivie de la Galice en 1997 et de l'Aragon en 1999.
Une comarque peut être partagée entre différentes provinces. C'est le cas de la comarque de Basse-Cerdagne, en Catalogne, qui s'étend sur deux provinces : Gérone et Lleida ; ou encore Tierra de Campos, dans la communauté autonome de Castille-et-León, qui possède des extensions dans quatre provinces : Valladolid, Palencia, León et Zamora.

### Échelon administratif
Depuis l'octroi de statuts d'autonomie régionale, de nombreuses communautés autonomes mettent en place une « comarcalisation » (en espagnol « comarcalización »), à travers des lois ou des programmes, afin de décentraliser au mieux leur territoire. Cette officialisation administrative tient généralement compte des comarques historiques existantes mais non reconnues jusqu'alors et fait l'objet d'études territoriales mises en place par l'administration régionale.
La Catalogne, qui a été pionnière dans la mise en place d'un statut juridique pour ses comarques, étudie la création d'un nouvel échelon administratif regroupant plusieurs comarques et se substituant aux provinces existantes, la viguerie. La Catalogne devrait en avoir sept ou huit, regroupant ses quarante et une comarques en lieu et place des quatre provinces actuelles.

### Listes de comarques en Espagne
- Liste des comarques d'Andalousie
- Liste des comarques d'Aragon
- Comarques des Asturies
- Liste des comarques de Castille-et-León (et Liste des comarques de la province de Burgos)
- Liste des comarques de Castille-La Manche
- Liste des comarques de Catalogne
- Liste des comarques de Galice
- Comarques de La Rioja
- Liste des comarques de la région de Murcie
- Liste des comarques de Navarre
- Liste des comarques de la communauté autonome du Pays basque
- Comarques de la communauté valencienne

## Brésil et Portugal
Au Brésil, comme au Portugal, la comarque est la division territoriale où s'exerce la compétence d'un juge de première instance. Elle peut correspondre au territoire d'une municipalité ou en englober plusieurs de petite taille : plusieurs critères entrent en compte, comme les ressources financières de la municipalité, le nombre d'habitants et d'électeurs et l'activité judiciaire.

## Amérique centrale

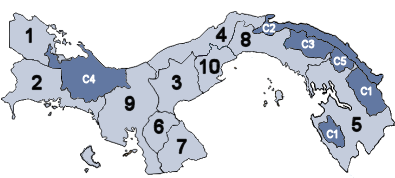
Une carte du Panama, montrant les dix provinces et les 5 comarcas indígenas (régions indigènes).

Ce terme est employé également au Nicaragua et au Panama.

## France
Dans les Pyrénées-Orientales, on pourrait comparer à des comarques les anciennes vigueries datant d'avant le découpage de la Catalogne historique par Louis XIV : il s'agit en tout cas de divisions administratives de même niveau, bien que le mot de comarque ne soit employé que par les Catalans, et non par l'administration française.
Dans les régions de culture occitane, les parçans avaient un statut proche de celui des comarques.
En Lorraine, la seigneurie de Commercy tire son nom de « commarcha » ou « commarchia » qui signifie « marche » (« Marcha »), « frontière » du fait de sa position en bord de Meuse, aux frontières de la Lorraine, du Toulois, du Barrois, du Verdunois, de la France et de la Champagne, tout en ne faisant partie d'aucune de ces entités.

## Italie
Le pape Pie VII institua en 1816 la comarque de Rome comme partie des États pontificaux.